# Pippa Passes (Kentucky)
Pippa Passes est une ville du Kentucky située dans le comté de Knott, aux États-Unis. Au recensement de 2020, la ville comptait 468 habitants.

## Histoire
Le village est connu sous le nom de Caney ou Caney Creek avant 1916, au moment de l'arrivée d'Alice Geddes Lloyd (en) en provenance de Boston,. Elle sollicite des fonds, auprès de donateurs de la côte Est, pour la construction d'un bureau de poste local et la fondation du Caney Creek Junior College, qui ont ouvert respectivement en 1917 et en 1923. À la suite d'un don de la Browning Society, le bureau de poste est baptisé du nom de Pippa Passes, un poème de Robert Browning dont le passage le plus connu est la phrase « God's in His heaven, all's right with the world » (Dieu est dans son paradis, tout va bien dans le monde). Étant donné la préférence des services postaux américains pour les noms monogrammatiques, le lieu est connu sous le nom de Pippapass jusqu'en 1955.
La ville de Pippa Passes est devenue une corporation municipale par décision de l'assemblée de l'État le 1er juillet 1983.

## Géographie
Pippa Passes est située dans l'est du comté de Knott, la commune est traversée par la Kentucky Route 899 et est située à 13 km d'Hindman, le siège du comté.
Selon le Bureau du recensement des États-Unis, la ville de Pippa Passes a une superficie totale de 1,15 km2.